# Hypena zapluta
Hypena zapluta là một loài bướm đêm trong họ Erebidae.